# Limburg United
El Hubo Limburg United es un club de baloncesto profesional belga de la ciudad de Hasselt, que milita en la BNXT League, la nueva liga fruto de la fusión de la Dutch Basketball League neerlandesa y la Pro Basketball League belga. Disputa sus partidos en el Sporthal Alverberg, con capacidad para 1730 espectadores.

## Historia
Comenzado 2014 se fundó el Limburg United. Como Bree B.B.C. desapareció del nivel profesional de Bélgica en 2008 , Limburg United se quería convertir en el próximo equipo de la provincia de Limburgo en la Liga Ethias . El club pidió una licencia B para la temporada 2014-15, y finalmente lo consiguió. El ex asistente de Antwerp Giants Brian Lynch firmó un contrato de 5 años para convertirse en el entrenador del equipo recién formado. Expresó como meta a largo plazo para el club " convertirse en un club top de Bélgica en 3 o 5 años".

## Posiciones en Liga
| Temporada | Nivel | Liga                  | Pos. | G–P   | Copa de Bélgica  | Competiciones europeas | Competiciones europeas | Competiciones europeas | Otras competiciones | Otras competiciones |
| --------- | ----- | --------------------- | ---- | ----- | ---------------- | ---------------------- | ---------------------- | ---------------------- | ------------------- | ------------------- |
| 2014–15   | 1     | Pro Basketball League | 5º   | 16–16 | Cuartos de final |                        |                        |                        |                     |                     |
| 2015–16   | 1     | Pro Basketball League | 4º   | 19–16 | Cuartos de final |                        |                        |                        |                     |                     |
| 2016–17   | 1     | Pro Basketball League | 6º   | 19–20 | Finalista        | 4 FIBA Europe Cup      | RS                     | 1–5                    |                     |                     |
| 2017–18   | 1     | Pro Basketball League | 6º   | 16–22 | Semifinalista    |                        |                        |                        | Supercopa           | FI                  |
| 2018–19   | 1     | Pro Basketball League | 4º   | 18–22 | Cuartos de final |                        |                        |                        |                     |                     |
| 2019–20   | 1     | Pro Basketball League | 4º   | 10–7  |                  |                        |                        |                        |                     |                     |
| 2020–21   | 1     | Pro Basketball League | 4º   | 16–15 | Cuartos de final |                        |                        |                        |                     |                     |

## Jugadores destacados
- Seamus Boxley
- D.J.Cunningham
- Jesse Sanders
- Barry Stewart
- /  Dane Watts
- Devin Oliver